# Whittington (Staffordshire)
Pour les articles homonymes, voir Whittington.
Whittington est un village et une paroisse civile du Staffordshire, en Angleterre.